# Leon Neil Cooper
Leon Neil Cooper, ameriški fizik, nobelovec * 28. februar 1930, New York, New York, ZDA, † 23. oktober 2024, Providence, Rhode Island, ZDA.
Cooper je leta 1972 prejel Nobelovo nagrado za fiziko »za skupaj razvito teorijo superprevodnosti, po navadi imenovano teorijo BCS.«

## Življenje in delo
Rodil se je v New Yorku, kjer je obiskoval Univerzo Columbia. Tu je doktoriral leta 1954. Nato je postal član Inštituta za višji študij v Princetonu (1954–1955), po katerem je bil znanstveni sodelavec v Illinoisu (1955–1957) in kasneje asistent na Državni univerzi Ohia (1957–1958). Profesor Cooper se je pridružil Univerzi Brown leta 1958. Ima 7 častnih doktoratov.
Profesor Cooper je predstojnik Središča Univerze Brown za nevrološko znanost. To središče je bilo ustanovljeno leta 1973 za študij živalskega živčnega sistema in človeških možganov. Profesor Cooper je služil kot prvi predstojnik z interdisciplinarnim osebjem, ki prihaja iz središč za uporabno matematiko, biomedicinskih ved, jezikoslovja in fiziko. Danes si Cooper, s člani fakultete Brown, podoktorskimi raziskovalci in podiplomskimi študenti, ki se zanimajo za živčne in kognitivne znanosti, prizadeva za razumevanje spomina in drugih možganskih funkcij in s tem oblikovanje znanstvenega modela človeškega uma.
Profesor Cooper je soustanovitelj in sopredsednik podjetja Nestor Inc, vodilnih v uporabi nevro-omrežnih sistemov za komercialne in vojaške namene. Prilagodljivi vzorec prepoznavanju in oceni tveganja sistemi Nestor simulirani v majhnih običajnih računalnikih učijo z zgledom natančno opredeliti zapletene vzorce, kot so cilji v sistemih sonarjev, radarjev ali slikanj, da posnemajo človeške odločitve v takih vlogah, kot izvor hipotekarni in oceno tveganj.

## Priznanja

### Nagrade
- 1972 Nobelova nagrada za fiziko (za svoje študije o super prevodnosti)
- 1968 Comstockova nagrada
- Award of Excellence
- 1970 Descartesova medalja
- 1985 nagrada Jay Columbia College